# Tony Roman
Antoine D'Ambrosio, dit Tony Roman, né le 1er août 1942 et mort le 8 juin 2007, est un chanteur et producteur de films québécois.

## Carrière
On voit Tony Roman pour la première fois à la télévision en 1964, à l'émission Jeunesse d'aujourd'hui. Il chante alors Do Wah Diddy Diddy une version électrisante d'un succès de Manfred Mann. Cette chanson devient son passeport pour l'éternité. Mais contrairement à ce que plusieurs pensent[Qui ?], Tony Roman n'a pas été l'homme d'un seul succès. Roman a été à divers moments de sa vie pianiste, propriétaire de studio, patron de maisons de disques et aussi producteur d'une quarantaine de succès du palmarès québécois. Il a produit entre autres C'est fou mais c'est tout du groupe Les Baronets dont faisait partie René Angelil, le futur imprésario (et mari) de Céline Dion.
Il fut, avec Denis Pantis, l'un des premiers producteurs indépendants du disque québécois. Il fonde en 1965 la maison de disques Canusa, qui fera connaître Patrick Zabé, Johnny Farago et Guy Cloutier. Un fait saillant de sa carrière sera de récupérer des mains des États-Unis Nanette Workman, en 1965. Il lance aussi la carrière populaire de Nicole Martin en 1970, sortant cette dernière de sept années de tournée des piano-bars du Québec (avec le duo "Nicole et Frédéric").
Au début des années 1970, il crée une nouvelle maison de disques Révolution. Celle-ci attire des artistes tels: Angelo Finaldi, Richard Tate, Georges Thurston, Richard Séguin, Gilles Valiquette, Walter Rossi et Frank Marino.
La Grosse Mado sera son dernier 45-tours à succès. Il fait un retour sur scène au début des années 1970 à l'Hôtel Nelson à Montréal. Il chante et grave un disque avec Madeleine Chartrand — la fille de Michel Chartrand — la chanson Ani Kuni, une version psychédélique d'un mantra amérindien. Aimer d'amour, sera son dernier tube en tant que producteur avec Boule Noire en 1979.
Il anticipe en 1977 la mode Punk sur des nouveaux labels Plastic Poison et Montreco. Il est trop en avance sur son temps et sur la mode, l'opération Punk est un échec. En 1980, il part pour Los Angeles, compose pour des films, écrit des scénarios et se fait de nombreuses connaissances. En 2004, il est un des producteurs du film québécois Camping  sauvage mettant en vedette Guy A. Lepage et Sylvie Moreau.